# José de la Torre
José Manuel de la Torre Menchaca, soprannominato Chepo (Guadalajara, 13 novembre 1965), è un allenatore di calcio ed ex calciatore messicano, di ruolo centrocampista.

## Carriera

### Giocatore
Esordì nel 1984 nella squadra della sua città, il Club Deportivo Guadalajara. Restò con i Chivas sino al 1988, vincendo un titolo nazionale (1986-1987), per poi passare al club spagnolo del Real Oviedo. L'avventura in terra iberica durò un solo anno, la stagione successiva rientrò in patria per giocare con il Puebla Fútbol Club. Con questa maglia conquistò il suo secondo campionato (1989-1990). Successivamente si trasferì prima al Cruz Azul e poi ritornò al suo club d'esordio, il Club Deportivo Guadalajara. Nella stagione 1995-1996 si trasferì ai Tigres de la UANL ma vi restò un solo anno prima di ritornare al Puebla. Concluse la sua carriera al Necaxa, vincendo il suo ultimo campionato (Torneo Invierno 1998) un anno prima del definitivo ritiro.

### Allenatore
Terminata l'attività agonistica iniziò come assistente di altri tecnici più quotati come Mario Carrillo, Raúl Arias, Leo Beenhakker e Manuel Lapuente. Cominciò la sua avventura come allenatore sulla panchina del Club Deportivo Guadalajara, squadra in cui aveva esordito anche come calciatore, subentrando all'unidicesima giornata del campionato di Clausura 2006 a Hans Westerhof. Il semestre successivo si laureò campione nazionale con il club di Guadalajara, undicesimo titolo nella storia del club. Restò sulla panchina dei Chivas sino al campionato di Apertura 2007.
Nel giugno 2008 passo al Club Deportivo Toluca, con questa squadra ha conquistato per due volte il titolo nazionale nel torneo Apertura 2008 e nel torneo Bicentenario 2010 (altra denominazione per il torneo Clausura 2010).
Nell'ottobre 2010 diventa commissario tecnico della Nazionale messicana, carica che assumerà a tutti gli effetti al termine della stagione agonistica del Toluca. Dopo la Confederations Cup 2013 viene esonerato.

## Palmarès

### Giocatore

#### Club
- Primera División messicana: 3

Chivas: 1986-87
Puebla: 1989-90
Necaxa: Invierno 1998

### Allenatore

#### Club
- Primera División messicana: 3

Chivas: Apertura 2006
Toluca: Apertura 2008, Bicentenario 2010

#### Nazionale
- Gold Cup: 1

Messico: 2011